# Route européenne 373
Pour les articles homonymes, voir Route 373.
La route européenne 373 est une route reliant Lublin à Kiev.